# Gojong (Joseon)
Gojong (koreanisch 고종; * 8. September 1852 in Hanseong, Joseon; † 21. Januar 1919 im Deoksugung in Seoul im damals von Japan annektierten Korea) war während seiner Regierungszeit von 1864 bis 1907 der 26. und damit letzte König der Joseon-Dynastie und als Gründer des Daehan-Kaiserreichs der erste Kaiser von Korea. Er ist auch unter der Bezeichnung Kaiser Gwangmu (kor. 광무제, Hanja 光武帝, rev. Gwangmuje, MR Kwangmuje) bekannt.

## Frühes Leben
Yi Myeong-bok (이명복) wurde am 8. September 1852 geboren. Sein Vater war Prinz Heungseon Daewongun, der vom adoptierten Sohn des Prinzen Eunsingun (은신군) abstammte, dessen Name Prinz Namyeongun (님영군) war. Prinz Eunsinguns Vater hingegen war Prinz Sado (사도), Sohn von König Yeongjo, dem 21. König der Joseon-Dynastie. Yi Myeong-boks Mutter war als Prinzessin Sunmok bekannt.

## Inthronisierung
Nach dem frühen Tod von König Cheoljong blieb der Königshof des Joseon-Reiches erneut ohne einen direkten Thronfolger, sodass innerhalb der Yi-Familie nach einem rechtmäßigen Nachfolger gesucht werden musste. Man wurde in der fünften Generation der Erbfolge von König Yeongjo, dem 21. König Joseons, fündig und krönte am 21. Januar 1864 (13. Dezember 1863 n. d. Mondkalender) den erst elfjährigen Yi Myeong-bok unter dem Namen Gojong zum 26. König der Joseon-Dynastie. Da er noch zu jung zum Regieren war, übernahm sein Vater Heungseon Daewongun die Regierungsgeschäfte und verfügte zwei Jahre später die Vermählung König Gojongs mit der ein Jahr älteren Min Chi Rok, einer Tochter aus dem Min-Klan. Die Hochzeit fand nach dem Mondkalender am 20. März 1866 im Changdeokgung (창덕궁), dem Palast der glänzenden Tugend in Hanseong statt.
Gojongs Vater nutzte seine Macht für Reformen, die er mit dem Ziel verfolgte, eine starke Monarchie zu formen. So entmachtete er die vier einflussreichsten Klans des Landes, die wechselweise starken Einfluss auf den Königshof und die Regierungsgeschäfte in der Vergangenheit hatten. Auch änderte er das Besteuerungssystem dahingehend, dass die sogenannte Militär-Kleidungs-Steuer, die die einfachen Leute zu zahlen hatten, in eine Haushaltssteuer geändert wurde, wovon nun auch die Yangban-Klasse betroffen war. Er sorgte unter anderem dafür, dass der Gyeongbokgung-Palast, der während des Imjin-Kriegs von japanischen Invasoren zerstört wurde, wieder aufgebaut wurde und betrieb eine Isolationspolitik gegenüber westlichen Einflüssen. 1873 musste er seine Macht an seinen Sohn Gojong abgeben, der nun alt genug zum Regieren war. Doch Gojong wurde zunehmend von seiner Frau, Königin Myeongseong und dem Min-Klan beeinflusst.

## Gojongs Herrschaft

### Herrschaft als König
Als König Gojong 1873 die Regierungsgeschäfte von seinem Vater übernahm, versuchte er sein Land gegen den Widerstand vieler seiner Bürokraten gegenüber anderen Ländern zu öffnen. Er folgte dem Rat derjenigen, die die Ansicht vertraten, dass es für Joseon auf Dauer unmöglich wäre, sich der militärischen Macht fremder Länder zu widersetzen, und es stattdessen besser wäre, sich für den Handel mit anderen Ländern zu öffnen, wovon Joseon nur profitieren könne, so deren Sicht. Schon zu dieser Zeit versuchte das japanische Kaiserreich, seinen Einfluss gegenüber dem Reich der Qing-Dynastie und dem russischen Zarenreich zu nutzen, um sich Einfluss auf das Joseon-Reich zu sichern. Nachdem Japan dann am 20. September 1875 in einer kurzen begrenzten militärischen Expedition zwei Festungen auf den Inseln Ganghwado und Yeongjongdo angegriffen hatte, sah König Gojong auf Empfehlung der chinesischen Regierung von einer militärischen Vergeltung gegen Japan ab, auch aus dem Grund, dass man Joseon für militärisch zu schwach hielt, sich gegenüber Japan behaupten zu können. König Gojong folgte den Empfehlungen zu verhandeln, was zu dem sogenannten Japanisch-Koreanischen Freundschaftsvertrag vom 26. Februar 1876 führte, der aber ungleiche Bedingungen enthielt. Gojong stimmte mit dem Vertrag zu, dass Japan Handelszugang zu zwei Häfen Joseons bekam und japanische Schiffe die Küsten Joseons befahren konnten.
Bestärkt durch den Vertrag mit Japan, suchte König Gojong Kontakt zu westlichen Ländern, um mit ihnen Handelsverträge zu schließen. Nach dem Imo-Aufstand im Juni 1882 in Seoul, der sich auch gegen die japanische Gesandtschaft in der Hauptstadt richtete, erhöhte Japan den Druck auf das koreanische Königshaus, was zu dem Vertrag von Jemulpo im Jahr 1882, dem Vertrag zur Steuerregulierung im Jahr 1883 und dem Vertrag von Hanseong im Jahr 1886 führte, die allesamt zum Nachteil Joseons angelegt waren und Verhandlungsgeschick seitens der Regierung unter König Gojong vermissen ließen.
In den späten 1880er Jahren begann Japan, 70 % seines nationalen Etats mit dem Ziel in die Rüstung zu investieren, die Vorherrschaft in Asien zu erlangen. Der Donghak-Aufstand war dann der Anlass für den ersten Chinesisch-Japanischen Krieg (1894–1895), als China und Japan jeweils Truppen zur Niederschlagung des Aufstandes nach Joseon entsandten. Am 23. Juli 1894 besetzten dann japanische Truppen Seoul, drangen in den Gyeongbokgung-Palast ein und beschränkten König Gojongs Bewegungsfreiheit. Siegreich aus dem militärischen Konflikt hervorgegangen, sorgte das japanische Kaiserreich in Joseon für eine pro-japanische Regierung, die über ihren damaligen Außenminister zunächst eine vorläufige gemeinsame Vereinbarung, Jamjeong Hapdong Jogwan (잠정합동조관, 暫定合同條款) genannt, und danach am 26. August 1894 einen Bündnisvertrag, Daejoseon Daeilbon Yangguk Maengyak (대조선대일본양국맹약, 對朝鮮對日本兩國盟約, wörtlich übersetzt: Groß-Joseon-Groß-Japan-beide-Länder-Vertrag) genannt, mit Joseon schloss. Beides waren erzwungene Verträge, die nicht vom Souverän des Staates, König Gojong, ratifiziert worden waren. Damit versuchte Japan, König Gojong von der Macht zu isolieren.
Am Morgen des 8. Oktober 1895 drangen japanische Soldaten und koreanische Kollaborateure in den Gyeongbokgung-Palast ein und töteten König Gojongs Frau, Königin Myeongseong, die auch unter dem Namen Königin Min bekannt war. Die Mörder gossen Benzin über ihren Leichnam und verbrannte ihre sterblichen Überreste. König Gojong und sein Sohn wurden gefangen genommen und im Palast festgesetzt. Ein neuer Premierminister wurde von den japanischen Besatzern installiert, der dann sukzessive ein pro-japanisches Kabinett bildete.
Unter dieser Regierung wurde im Zuge der dritten Phase der Gabo-Reformen das Tributverhältnis zu China gekappt, was u. a. durch eine Kalenderreform symbolisiert wurde. Des Weiteren wurde das Schulsystem reformiert und das deutsche Zivilrecht eingeführt. Doch die Ermordung der Königin und der Erlass, dass verheiratete Männer ihren zusammengebundenen Haarknoten, Danballyeong (단발령) genannt, nicht mehr tragen durften, was auch König Gojong zu vertreten hatte, verstärkte die anti-japanische Stimmung in der Bevölkerung und Aufruhr breitete sich aus.
Am 11. Februar 1896 begaben sich König Gojong und sein Sohn auf Vermittlung von Horace Newton Allen und Carl von Waeber als Frauen verkleidet in die russische Gesandtschaft, da sie dort keinen Anschlag auf ihr Leben befürchten mussten. Sie blieben dort für ein Jahr. Russland nutzte in der Zwischenzeit die anti-japanische Stimmung in der Bevölkerung, verhandelte mit Japan und baute seinen Einfluss auf die Regierung des Landes aus, Japan hingegen seinen militärischen Einfluss.

### Herrschaft als Kaiser
Um die Öffentlichkeit zu besänftigen, durfte König Gojong 1897 in den Gyeongbokgung-Palast zurückkehren. Er nutzte die Gelegenheit, um die Unabhängigkeit Joseons wiederzuerlangen, und rief am 12. Oktober 1897 Joseon zum Daehan Jeguk (대한제국, 大韓帝國) aus, was wörtlich übersetzt so viel wie „Großes Han-Kaiserreich“ bedeutet. Er selbst ernannte sich zum ersten Kaiser des Kaiserreichs und gab seiner Herrschaft den Namen Gwangmu (광무). Dies tat er, um gegenüber dem japanischen Kaiserreich und dem russischen Zarenreich seinen Wunsch nach Unabhängigkeit zu demonstrieren. Außerdem stellte sich der Gojong damit formal auf eine Stufe mit dem chinesischen Kaiser, was die endgültige Beendigung des Vasallenverhältnisses zum chinesischen Qing-Reich bedeutete.
Nach der Niederlage im Russisch-Japanischen Krieg akzeptierte das unterlegene Russland 1905 im Friedensvertrag von Portsmouth unter anderem, dass Korea offiziell unter japanischen Einfluss kam. Als Folge wurde im November 1905 in Hanseong der Japan-Korea-Protektoratsvertrag von 1905 geschlossen, durch den das koreanische Kaiserreich zu einem japanischen Protektorat wurde und seine Souveränität verlor.
Gojong entsandte im Sommer 1907 eine Gesandtschaft zur Zweiten Haager Friedenskonferenz, um die Unrechtmäßigkeit des Japanisch-Koreanischen Protektoratsvertrags zu erklären und eine internationale Verurteilung des japanischen Vorgehens zu erwirken. Jedoch wurde die koreanische Gesandtschaft nicht vorgelassen, da mit dem Vertrag dem japanischen Kaiserreich die Kontrolle über die koreanische Außenpolitik eingeräumt worden war. Wegen seines Widerstands gegen die japanische Hegemonialpolitik wurde Gojong auf Anweisung der Regierung des japanischen Kaisers Meiji von dem Generalgouverneur im koreanischen Kaiserreich, Itō Hirobumi, gezwungen, zu Gunsten seines Sohnes Sunjong abzudanken.

## Tod
Kaiser Gojong verstarb plötzlich und unerwartet am 21. Januar 1919 im Deoksugung-Palast in Seoul, wo er von der japanischen Besatzungsmacht gefangen gehalten wurde. In seinem Alter von 66 Jahren war er ohne jegliche kritischen gesundheitlichen Einschränkungen. Deshalb wurde im Land spekuliert, dass er von den japanischen Besatzern vergiftet worden sein könnte. Er soll am Morgen seines Todestages Sikhye (식혜), eine Art süßes Reisgetränk, eine chinesische Kräutermedizin und Kaffee getrunken haben und rund 30 Minuten später plötzlich verstorben sein. Die Kontroverse um seinen Tod war dann schließlich der Auslöser zur Unabhängigkeitsbewegung des 1. März 1919.
Kaiser Gojong wurde am 3. März 1919 im Grabmal Hongneung (홍능) in Namyangju, Gyeonggi-do, beigesetzt.

## Posthumer Titel
Der Posthume Titel, der Kaiser Gojong nach seinem Tod verliehen wurde, lautete auf Koreanisch: 고종통천융운조극돈륜정성광의명공대덕요준순휘우모탕경응명입기지화신열외훈홍업계기선력건행곤정영의홍휴수강문헌무장인익정효태황제, in chinesischer Schrift: 高宗統天隆運肇極敦倫正聖光義明功大德堯峻舜徽禹謨湯敬應命立紀至化神烈巍勳洪業啓基宣曆乾行坤定英毅弘休壽康文憲武章仁翼貞孝太皇帝 und in seiner Transliteration: Gojong Tongcheon Yungun Jogeuk Donryun Jeongseong Gwangui Myeonggong Daedeok Yojun Sunhwi Umo Tanggyeong Eungmyeong Ipgi Jihwa Sinyeol Oehun Hongeop Gyegi Seonryeok Geonhaeng Gonjeong Yeongui Honghyu Sugang Munheon Mujang Inik Jeonghyo Taehwangje.

## Gedenkfeier
Am 21. Januar 2019 wurde zum 100sten Todestag an der Grabanlage Hongneung, Namyangju des ehemaligen Kaisers Gojong mit einer Zeremonie gedacht.

## Auszeichnungen
- 1895: Großkreuz des Ritterordens der hl. Mauritius und Lazarus von Italien
- 1895: Großkreuz der Ehrenlegion von Frankreich
- 1897: Großkreuz mit Ordenskette des Chrysanthemenordens von Japan
- 1900: Knight Grand Commander of the Order of the Indian Empire (GCIE)
- 1900: Großkreuz mit Collane des Ordens Karls III. von Spanien
- 1901: Großkreuz des Leopoldsordens von Belgien
- 1903: Orden vom Doppelten Drachen, I. Klasse, Erster Grad des Kaiserreichs China
- 1903: Ritter des Sankt-Stanislaus-Ordens von Russland
- 1903: Ritter des Elefanten-Ordens von Dänemark, am 31. August 1903 verliehen und am 18. Juli 1906 wieder entzogen.[26]
- 1904: Ritter des Schwarzen Adlerordens von Preußen[27]

## Fotogalerie

Gojong als König und als Kaiser
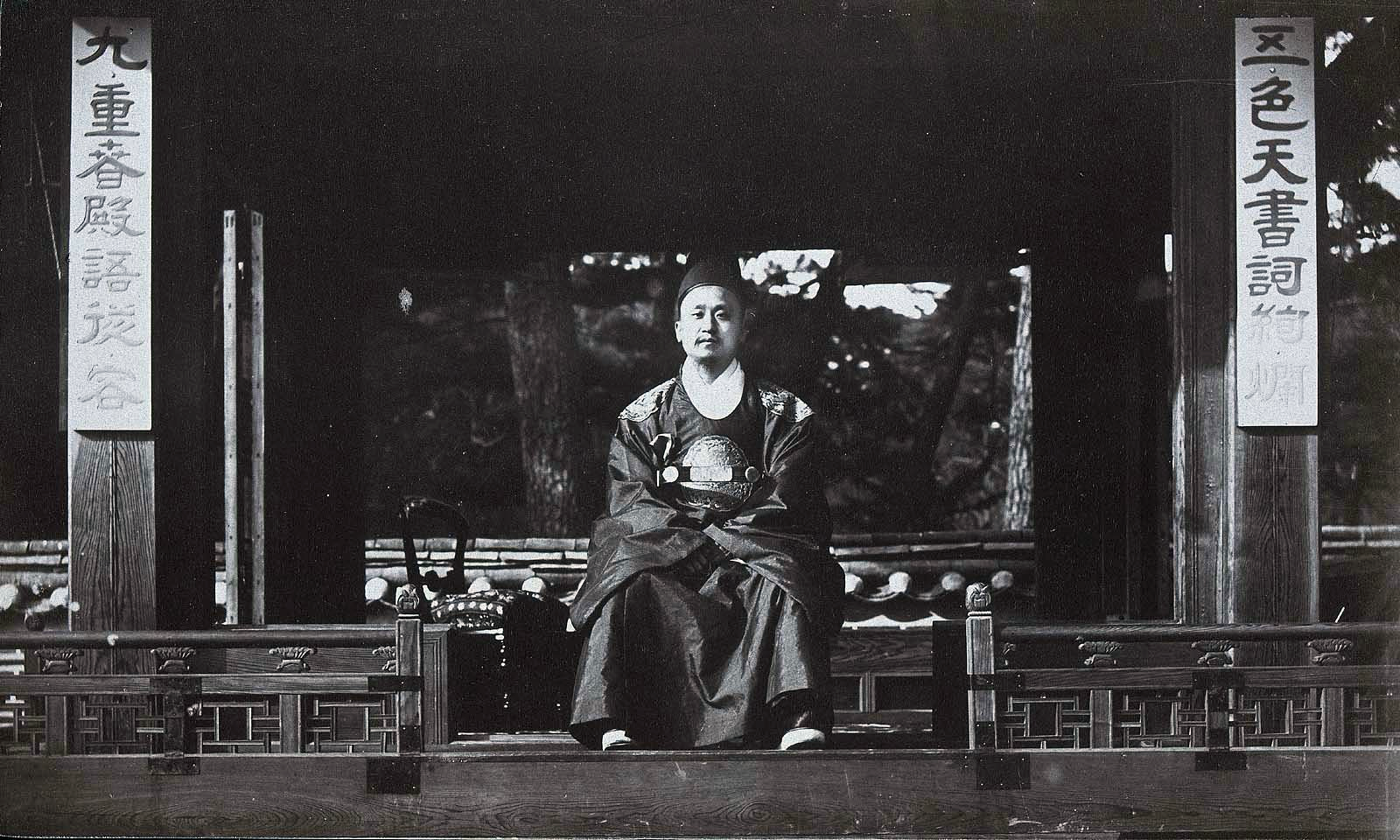
Gojong als König von Korea (1884) (Foto: Percival Lowell)
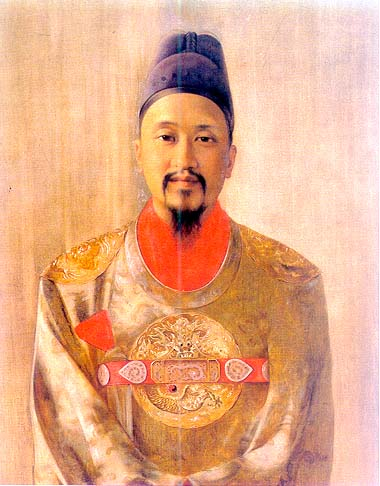
Porträt Gojongs von Hubert Vos (1899)
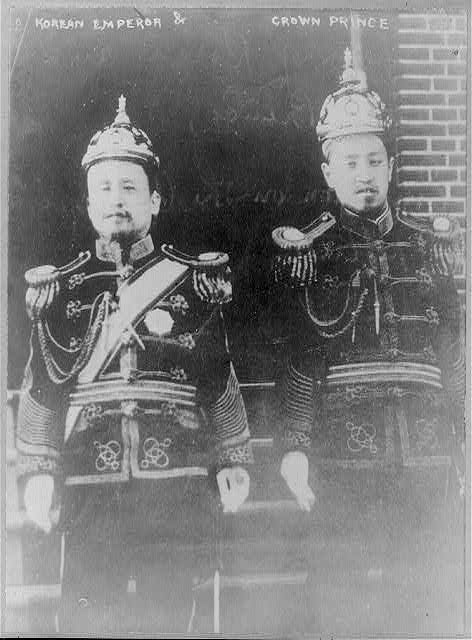
Kaiser Gojong und Kronprinz Yi Wang (1904)
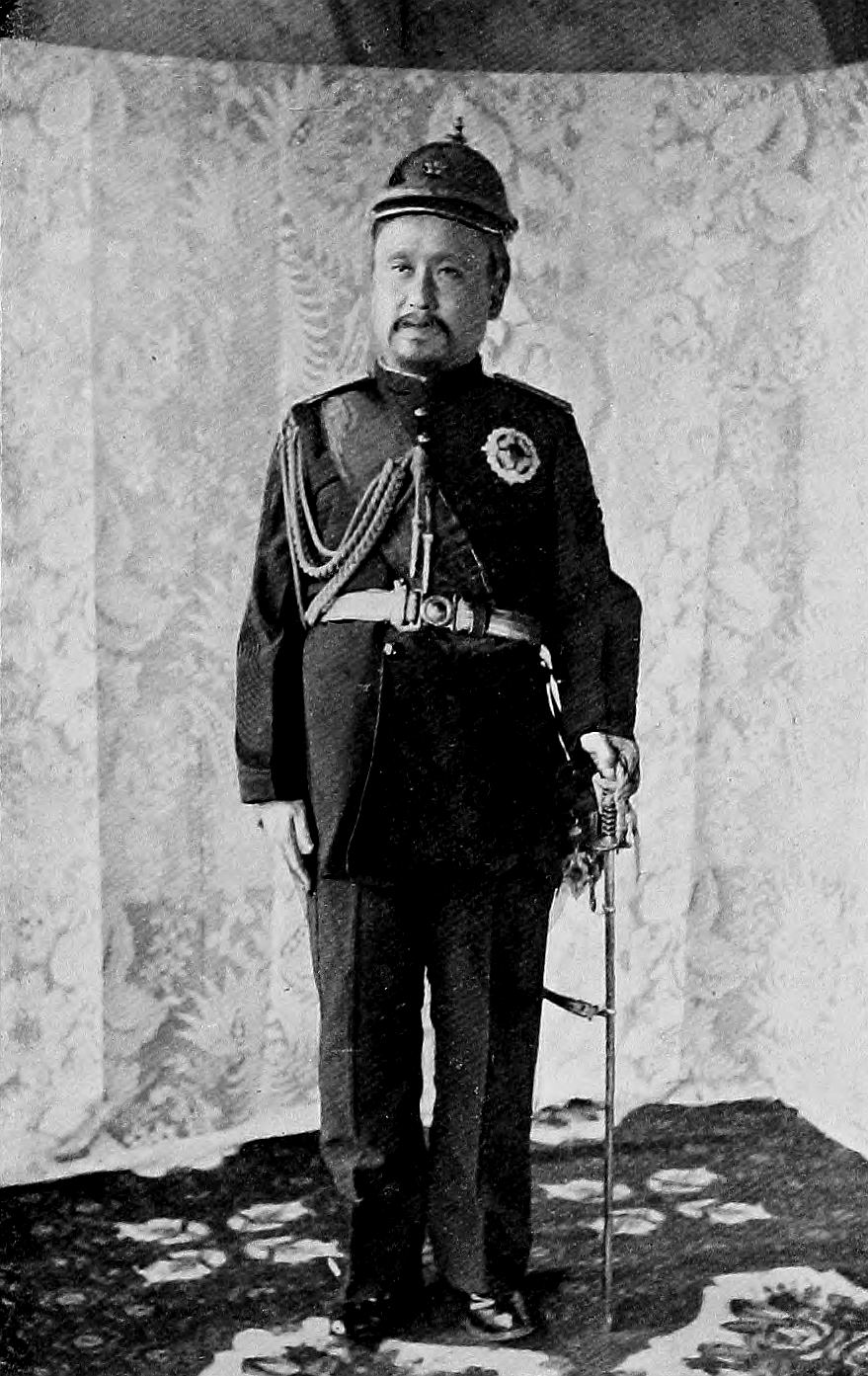
Gojong in deutscher Militäruniform (1904)
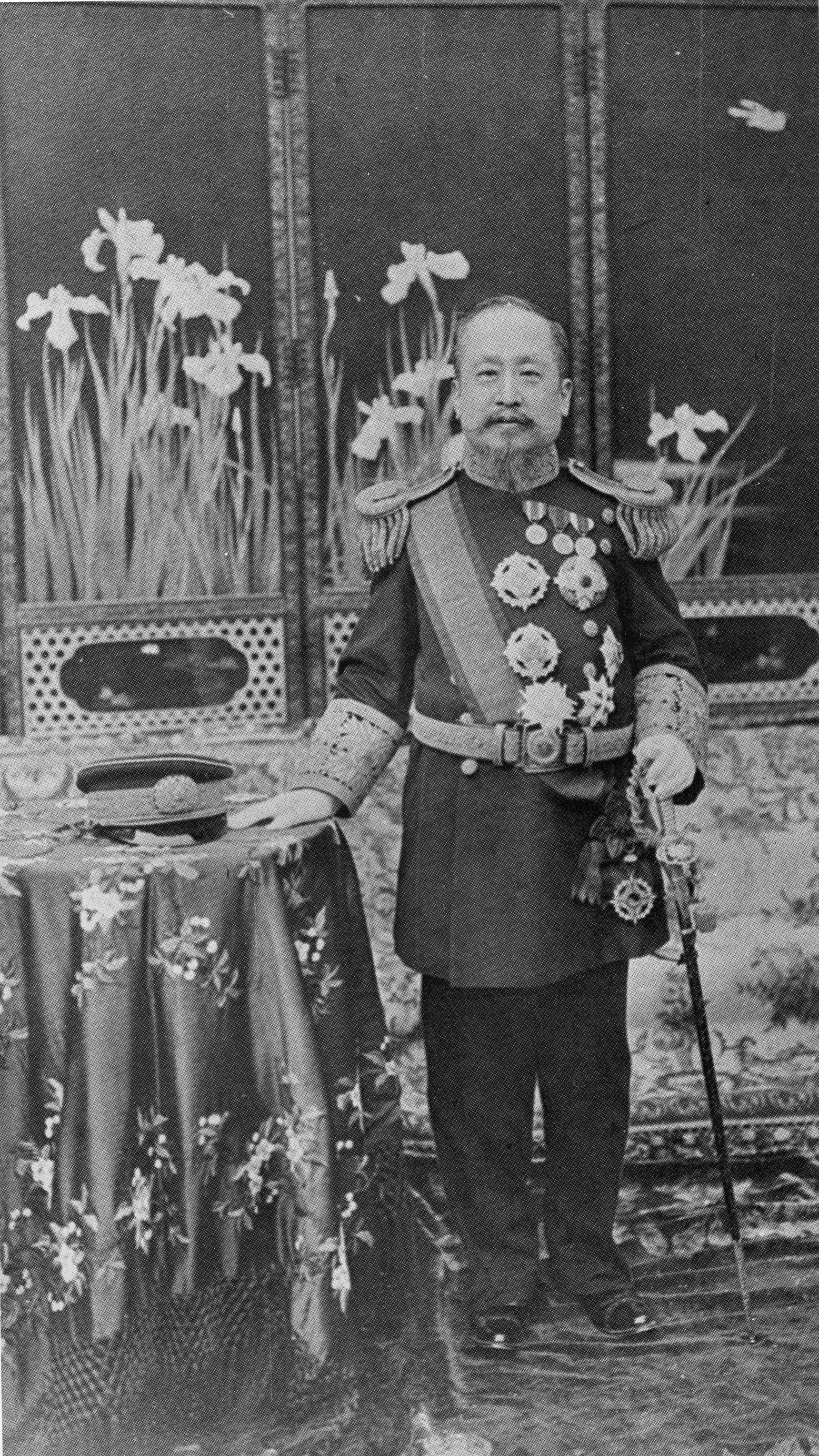
Kaiser Gojong (Datum unbekannt)
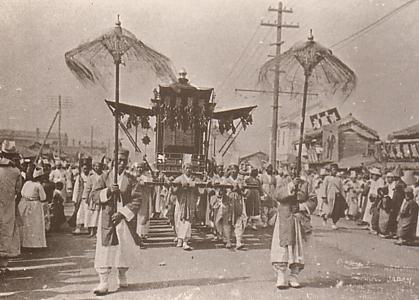
Beerdigungsprozession für Kaiser Gojong (3. März 1919)
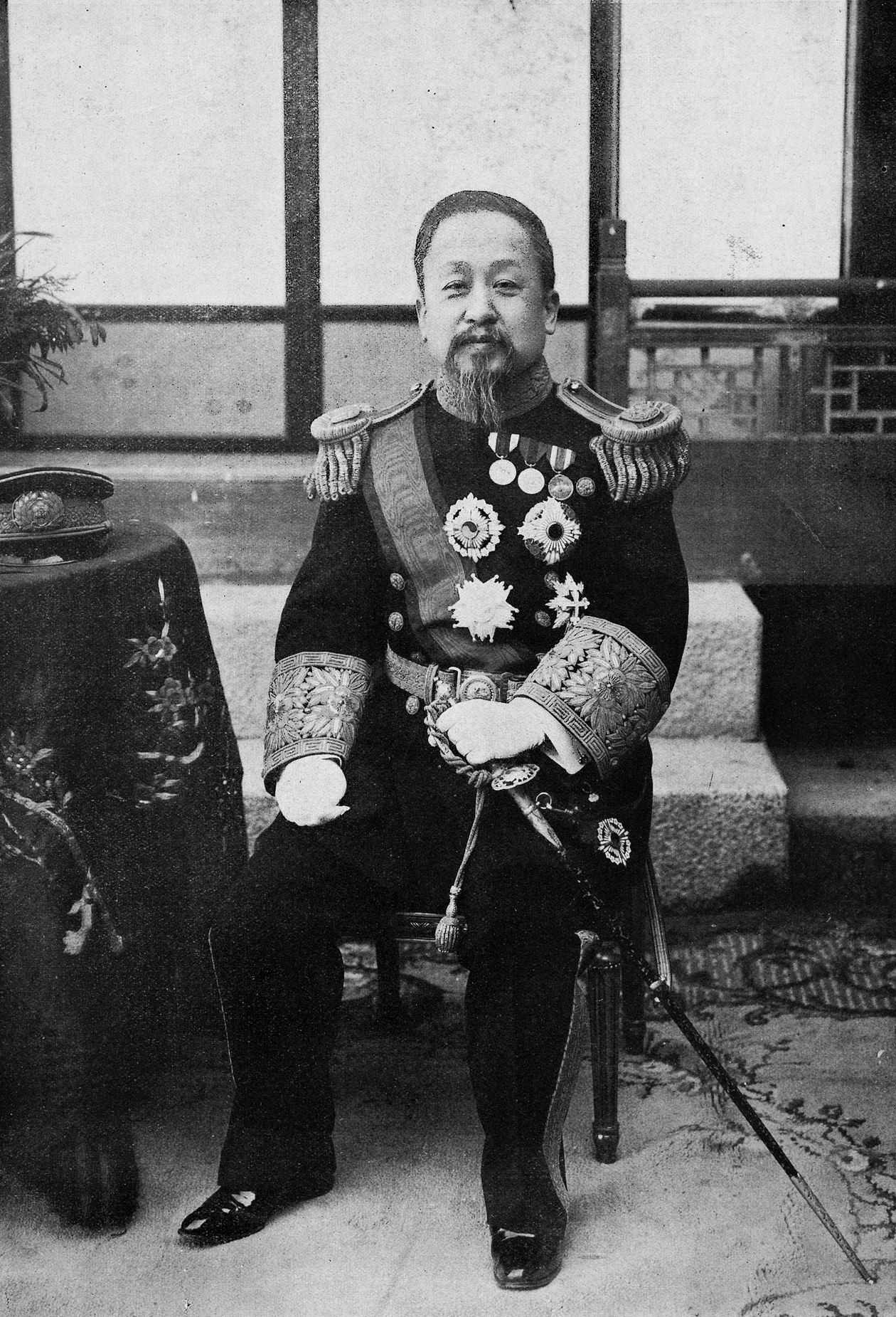
Gojong in westlicher Uniform (1897)